# Walternienburg-Bernburger Kultur
| QS Vor- und Frühgeschichte | Dieser Artikel wurde aufgrund von inhaltlichen Mängeln auf der Qualitätssicherungsseite des WikiProjekts Vor- und Frühgeschichte eingetragen. Dies geschieht, um die Qualität der Artikel aus diesem Themengebiet auf ein akzeptables Niveau zu bringen. Bitte hilf mit, die inhaltlichen Mängel dieses Artikels zu beseitigen, und beteilige dich bitte an der Diskussion! |  |

Der Begriff Walternienburg-Bernburger Kultur bezeichnet eine spätneolithische Kultur, die sich im Gebiet des heutigen Sachsen-Anhalts, des Thüringer Beckens und Frankens von 3200 bis 2800 v. Chr. konzentrierte. 1918 fasste Nils Åberg die beiden eng verwandten bzw. gemeinsam vorkommenden Kulturgruppen Walternienburger Kultur und Bernburger Kultur zur Walternienburg-Bernburger Kultur zusammen. Diese Auffassung ist heute jedoch nicht mehr gültig, da sich beide Kulturen in ihrem Bestattungs- und Grabwesen deutlich voneinander unterscheiden. Die früher der Walternienburger Kultur zugeordneten Großsteingräber werden heute aufgrund der Keramik der Tiefstichkeramik-Kultur zugerechnet.
Die beiden eng miteinander verzahnten Regionalgruppen Walternienburg- und Bernburger Gruppe wurden nach Gräberfeldern in Sachsen-Anhalt benannt. Alfred Götze hatte 1892 den Begriff Bernburger Typus und 1911 den Begriff Walternienburg-Kultur geprägt.

## Materielle Hinterlassenschaften

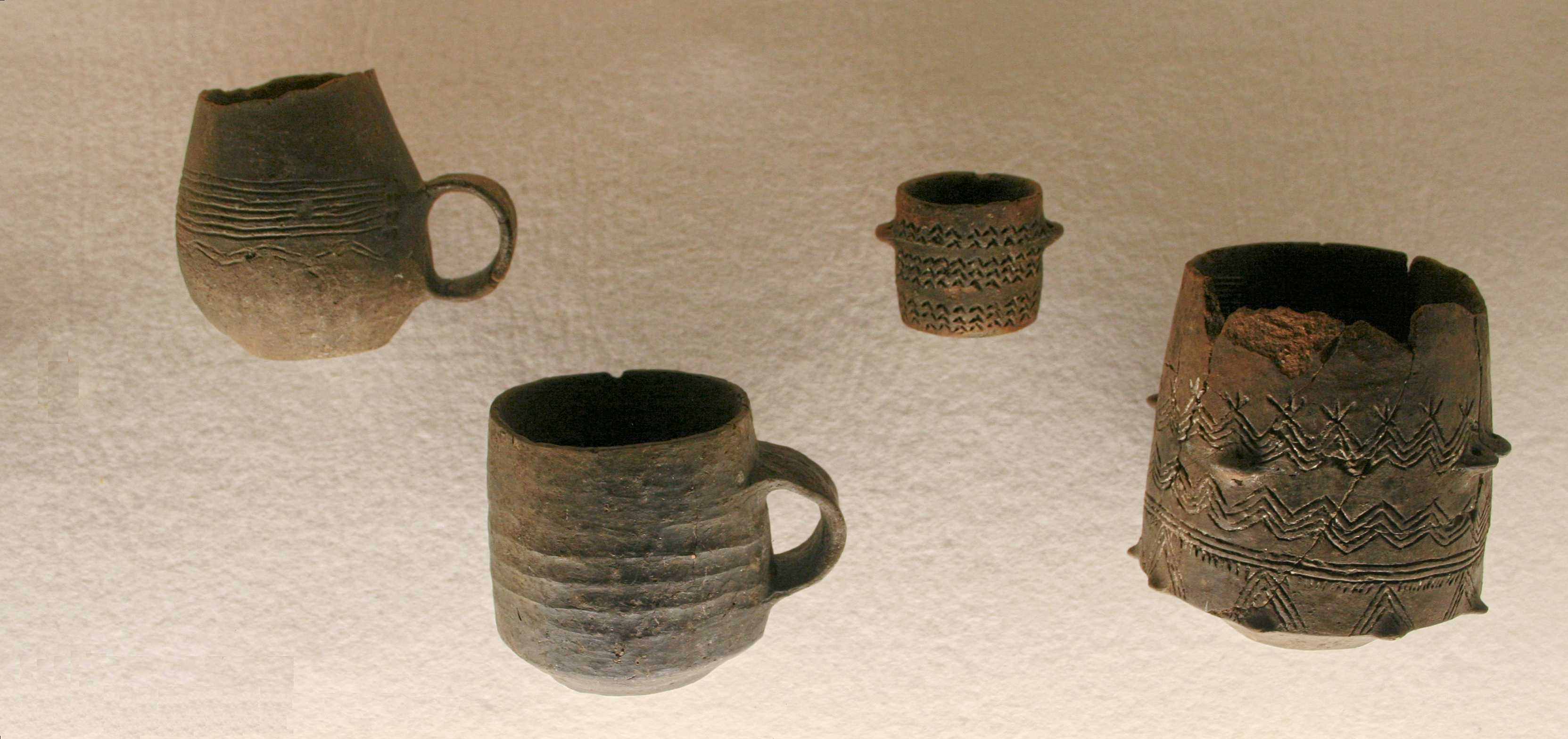
Keramik der Bernburger Kultur aus der Totenhütte von Benzingerode

Die im Saalemündungsgebiet verbreitete Walternienburg-Gruppe ist gekennzeichnet durch das Vorkommen scharf gegliederter Henkeltassen und Hängegefäßen mit Ösen. Die Gefäße der Bernburger Gruppe sind dagegen eher bauchig, konkav, s-förmig geschweift. Die Keramik beider Gruppen ist mit Tiefstichen verziert die teils mit einer weißen Paste verfüllt wurden und sich daher farblich abhoben. Keramische Leitformen bilden verzierte sowie unverzierte bauchige Henkeltassen sowie bauchige Amphoren, Trichterschalen, Näpfe und Siedlungsgefäße. Des Weiteren kamen Tontrommeln vor. Ebenfalls typisch ist das Vorkommen von Doppelstreitäxten, Schiefermessern sowie dreieckigen und trapezförmigen Feuersteinpfeilspitzen. Von den typischen der Formen der TBK fehlt der Trichterbecher und die Kragenflasche.

## Bestattungen
Die Grabanlagen sind vielgestaltig. Weit verbreitet sind Flachgräber, Steinkisten- und Steinkammergräber (siehe: Steinkisten der Walternienburg-Bernburger Kultur). Verbreitet sind auch Gemeinschaftsbestattungen in Totenhütten (z. B. in Schönstedt und Benzingerode – siehe auch: Totenhütte von Benzingerode), Rampenkisten und Mauerkammern. Am Skelettmaterial konnten Schädeltrepanationen nachgewiesen werden.

### Mengengerüst
Auf der Basis von 178 untersuchten Gräbern (Stand 1982) können
- 86 (48,3 %) der Bernburger Kultur
- 40 (22,5 %) der Walternienburger Kultur
- 12 (6,75 %) der Walternienburger und der Bernburger Kultur
- 34 (19 %) der Walternienburg-Bernburger Kultur
- 5 (2,75 %) der Kugelamphorenkultur, die mit Bernburger Formen vergesellschaftet ist
- 1 (0,5 %) der schnurkeramischen Kultur zugeordnet werden.

Die in Hessen und im Havelgebiet beobachtete Trennung der Walternienburger und Bernburger Kultur in zwei getrennte Kulturen scheint sich in den Grab- und Bestattungssitten zu bestätigen. Die Gräber der Bernburger Kultur liegen in Thüringen und im Nordharzvorland. Dagegen hebt sich im Havelgebiet eine Walternienburgprovinz ab. Im Gebiet um Quedlinburg, im östlichen Harzvorland und im Köthener Land ist eine stärkere Vermischung von Formen beider Kulturen in den Beigabeninventaren zu beobachten.

## Siedlungen
Weilerartige Siedlungen und befestigte Höhensiedlungen sind überliefert. Bekannte Höhenbefestigungen mit mehreren Grabenwerken sind auf dem Langen Berg in der Dölauer Heide bei Halle (Saale), die Schalkenburg bei Quenstedt und der Steinkuhlenberg bei Derenburg.

## Wirtschaft
Grundlage der Wirtschaft waren Ackerbau und Viehzucht. Bekannt und angebaut wurden Emmer, Einkorn, Gerste und Flachs. An Haustieren konnten Rinder, Schafe, Ziegen, Schweine, Hunde und Pferde nachgewiesen werden.